# The British Bulldogs
 (mars 2011).
 (septembre 2011).
Si vous disposez d'ouvrages ou d'articles de référence ou si vous connaissez des sites web de qualité traitant du thème abordé ici, merci de compléter l'article en donnant les références utiles à sa vérifiabilité et en les liant à la section « Notes et références ».
Palmarès
Stampede Wrestling International Tag Team Championship (2 fois)
WWF World Tag Team Championship (1 fois)
The British Bulldogs étaient une équipe de catch formée de Davey Boy Smith et de Tom Billington (mieux connu sous le nom de Dynamite Kid). Ils ont fait équipe durant les années 1980 en Amérique du Nord, en Angleterre et au Japon. Ils sont considérés comme l'une des plus grandes équipes de l'histoire du catch.

## Histoire

### Les premières années (1983-1984)
Dans les années 1970, Dynamite Kid et Davey Boy Smith ont tous deux commencé leur carrière en Angleterre, en s'associant à cause de leurs relations familiales. Les deux furent bientôt invités à rejoindre Stampede Wrestling par Bruce Hart. Lorsqu'ils étaient à Stampede, Dynamite et Davey Boy ont commencé une rivalité. Dynamite a provoqué Smith en disant qu'il était un bébé-éprouvette.
Leur rivalité se poursuivra à New Japan Pro Wrestling, où ils se sont impliqués dans une querelle à trois voies qui impliquait aussi le Cobra sur le NWA World Junior Heavyweight Championship. Après avoir réglé leur dispute, les deux catcheurs ont créé l'équipe de la British Bulldogs à la fois dans NJPW et Stampede Wrestling. En mars 1984, les Bulldogs gagnent le Stampede International Tag Team Championship pour la première fois. En 1984, les Bulldogs quittent la NJPW pour aller à son rival All Japan Pro Wrestling, coupant ainsi tout lien avec le New Japan à ce jour.

### World Wrestling Federation (1984-1988)
En 1984, Vince McMahon a racheté Stampede Wrestling. Le rachat signifie que les British Bulldogs rejoint la World Wrestling Federation avec le beau-frère de Smith, Bret Hart et Jim Neidhart (qui forment la Hart Foundation). À l'origine, les Bulldogs sont encore en tournée avec l'AJPW, mais peu après, ils deviennent des catcheurs de la WWF.
La première rivalité des British Bulldogs et surement la plus connue a été faite avec la Hart Foundation, qu'ils connaissaient bien quand ils étaient à Stampede, et étaient donc en mesure de produire une série de matchs en circulation qui ont contribué à améliorer les deux équipes à la WWF. La rivalité majeur suivante est avec la WWF, puis avec les World Tag Team champions, "The Dream Team" de Greg Valentine et Brutus Beefcake. Les Bulldogs sont souvent confrontés à Valentine et Beefcake pendant à peu près un an, mais ils n'ont jamais remporté les titres par équipes. La scène était prête pour un match « final » pour le titre à WrestleMania 2. Avec "Capitaine" Lou Albano et Ozzy Osbourne dans leur coin, le duo a remporté le WWF World Tag Team Championship.
Les Bulldogs ont continué leur combat avec la Dream Team et ont également défendu régulièrement leur titres contre l'équipe des anciens champion The Iron Sheik et Nikolai Volkoff. En décembre 1986, Dynamite Kid a subi une sérieuse blessure au dos lors d'un match à Hamilton, en Ontario, qui le força à quitter le ring pour une longue période (au cours de cette période, Davey Boy Smith devait défendre les titres avec des partenaires différents pour le remplacer). Le 26 janvier 1987, les British Bulldogs ont perdu les titres face à la Hart Fondation dans un match qui a vu Dynamite Kid si affaibli qu'il a été laissé combattre Davey Boy Smith et il y avait peu d'action physique. Le match avait eu lieu le 7 février à WWF Superstars of Wrestling.
Après avoir donné du temps pour récupérer, les Bulldogs sont de retour sur le ring pour continuer leur rivalité avec la Hart Foundation et le "Mauvais Arbitre" Danny Davis (qui, dans le scénario, a triché pour aider à la Hart Foundation remporter le titre). Les équipes se rencontraient à WrestleMania III, où les Bulldogs ont fait équipe avec Tito Santana pour former un trio.
Lorsque les Bulldogs sont de retour, Matilda les accompagnaient dans le ring et même sont au centre de la rivalité des Bulldogs avec The Islanders. Le dernier Pay-Per-View des Bulldogs a été au Survivor Series 1988. Les Bulldogs ont participé à un match par équipe à 10 où Mr. Fuji a Demolition et ont uni leurs forces avec the Powers of Pain, qui ont remporté le match en éliminant l'équipe heel Los Conquistadores. Les Bulldogs quittait la WWF après Survivor Series 1988, après les altercations dans les coulisses entre Dynamite Kid et Jacques Rougeau.

### Stampede Wrestling et All Japan Pro Wrestling (1988-1990)
Après avoir quitté la WWF, les Bulldogs sont de retour à leur ancienne "maison" à la Stampede Wrestling et ont repris leur tournée avec All Japan Pro Wrestling, où ils avaient un succès modéré en tant que tag team, mais il n'a pas été aussi magique de voir ces deux-là se battre là-bas, comme les années où ils ont fait un abus de stéroïdes qui fit une trop grande blessure au dos, et les années antérieures de Dynamite Kid ont faite son moveset déjà passionnant plus limitée. Ils avaient des querelles avec les autorités cubaines Commandos et Karachi Vice dans le Stampede et ont remporté le Stampede International Tag-Team Championship pour la deuxième fois le 12 décembre 1988. 
Après avoir perdu les titres face à Karachi Vice le 30 décembre 1988, Dynamite Kid fit un heel turn pour rallumer la rivalité avec Davey Boy Smith, s'associe à son ancien directeur JR Foley et son futur partenaire des British Bruisers Johnny Smith. Malgré la division dans la Stampede, The British Bulldogs sont restés comme une équipe à AJPW, à la demande de Giant Baba. 
En septembre 1990, Davey Boy Smith retira brusquement les Bulldogs d'AJPW durant la tournée annuel de la Real World Tag Tournament League en revenant à la WWF, et la fabrication au bureau de la All Japan. Dynamite, qui vécut un grave accident de voiture, ne pouvait concurrencer. Depuis, Davey Boy Smith avait déposé l'expression "The British Bulldog" pendant la course précédente des Bulldogs à la WWF, il a décidé de retourner à la WWF en tant que The British Bulldog et enverrait des gens au Royaume-Uni de mettre en garde le promoteur à chaque fois qu'un dépliant fut distribué par la promotion de Dynamite Kid comme un "British Bulldog". En conséquence de ces actions, Dynamite a passionnément méprisé Smith pendant une longue période. Johnny Smith a fini par prendre la place de Davey Boy Smith dans le tournoi Real World Tag League, et le duo (connu sous le nom de The British Bruisers) a continué à soutenir la concurrence dans la All Japan Pro Wrestling. Le duo a réussi à capturer l'AJPW All-Asia Tag Team Championship, mais leur association fut de courte durée ; les années d'abus de stéroïdes, un style de travail à fort impact et l'utilisation de la cocaïne ont rattrapé "le Dynamite Kid ", Thomas Billington a soudainement annoncé sa retraite le 6 décembre 1991. 
Davey Boy Smith est décédé le 18 mai 2002, et Dynamite Kid le 5 décembre 2018. 

## Palmarès
- Pro Wrestling Illustrated
  - Classé no 5 dans le top 100 des équipes "PWI Years" en 2003

- Stampede Wrestling
  - Stampede International Tag Team Championship (2 fois)

- World Wrestling Federation
  - WWF World Tag Team Championship (1 fois)

- Wrestling Observer Newsletter awards
  - Meilleure prise de catch (1984) Dropkick puissant et propre
  - Tag Team de l'année (1985)